# Hidekazu Yokoyama
Hidekazu Yokoyama (jap. 横山秀和 Yokoyama Hidekazu; ur. 7 kwietnia 1971) – japoński zapaśnik w stylu wolnym. Dwukrotny olimpijczyk. Jedenasty w Atlancie 1996 i dziesiąty w Atenach 2004 wadze 82–84 kg.
Sześciokrotny uczestnik mistrzostw świata, jedenasty w 1994 i 1995. Brązowy medalista Igrzysk azjatyckich w 1994 i 1998. Trzeci w Pucharze Świata w 1993; szósty w 1994 i 1995 roku.